# Binärer Auslöschungskanal

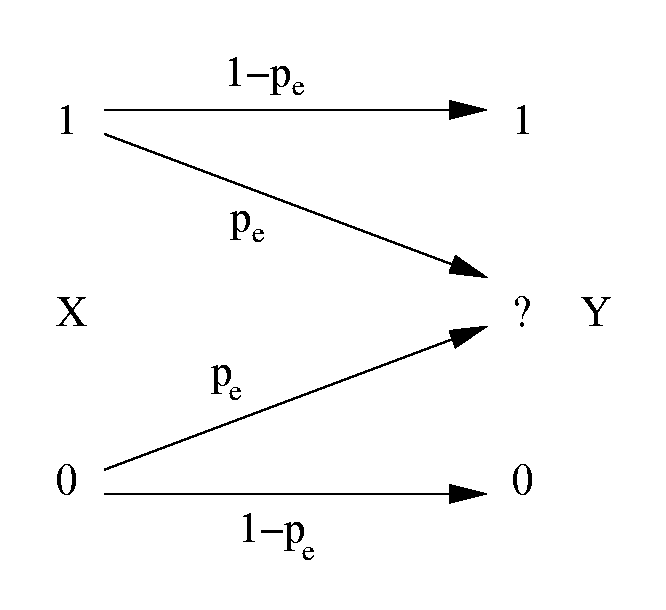
Modell des BEC

Der Begriff binärer Auslöschungskanal (kurz BEC von engl. binary erasure channel) wurde in der Informationstheorie erstmals von Peter Elias verwendet. Man bezeichnet damit einen gedächtnisfreien informationstheoretischen Kanal, der ein Bit (0 oder 1) am Eingang empfängt und am Ausgang ein Bit (0 oder 1) oder einen Übertragungsfehler E ausgibt. In den drei möglichen Ausgangswerten unterscheidet er sich vom  binären symmetrischen Kanal, der nur zwei Ausgangszustände annehmen kann.
Beschreibt {\displaystyle p_{e}} die Wahrscheinlichkeit für das Auftreten eines Übertragungsfehlers, dann beträgt die Wahrscheinlichkeit für den fehlerfreien Empfang eines über den BEC gesendeten Bits {\displaystyle 1-p_{e}}. Diese Wahrscheinlichkeit ist unabhängig vom Wert des gesendeten Bit und seiner Position.
Die Kanalkapazität des BEC beträgt {\displaystyle 1-p_{e}}.